# 卡斯泰拉-卢比克斯
卡斯泰拉-卢比克斯（法語：Castéra-Loubix，法語發音：[kasteʁa lubiks]）是法国大西洋比利牛斯省的一个市镇，属于波城区。该市镇于1845年由原市镇卡斯泰拉（Castéra）和卢比克斯（Loubix）合并而成。

## 地理
卡斯泰拉-卢比克斯（43°24'8"N, 0°2'3"W）面积3.43 平方千米，位于法国新阿基坦大区大西洋比利牛斯省，该省份为法国东南部省份，涵盖了贝阿恩与北巴斯克，西临大西洋比斯開灣，北至朗德省，东北接热尔省，东临上比利牛斯省，南与西班牙接壤。
与卡斯泰拉-卢比克斯接壤的市镇（或旧市镇、城区）包括：维杜兹、邦塔尤-塞雷、拉巴蒂菲吉耶尔、拉马尤。
卡斯泰拉-卢比克斯的时区为UTC+01:00、UTC+02:00（夏令时）。

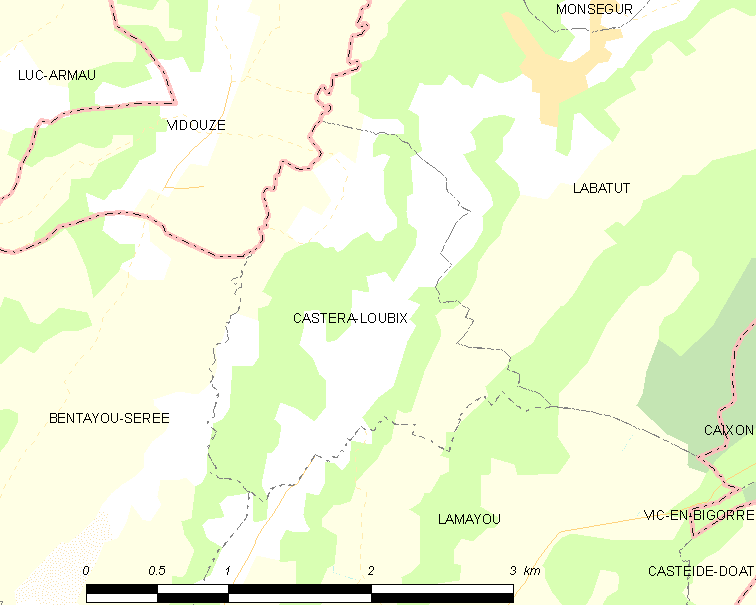
卡斯泰拉-卢比克斯的OSM定位图

## 行政
卡斯泰拉-卢比克斯的邮政编码为64460，INSEE市镇编码为64174。

## 政治
卡斯泰拉-卢比克斯所属的省级选区为莫尔拉斯与蒙塔内雷斯地区县。

## 人口

1962-2008年间卡斯泰拉-卢比克斯人口变化图示

卡斯泰拉-卢比克斯于2022年1月1日时的人口数量为51人。